# Песковатое (Сахновщинский район)
Песковатое (укр. Піскувате) — село, Катериновский сельский совет, Сахновщинский район, Харьковская область, Украина.
Код КОАТУУ — 6324883004. Население по переписи 2001 года составляет 39 (18/21 м/ж) человек.

## Географическое положение
Село Песковатое находится на правом берегу реки Орель, выше по течению на расстоянии в 4,5 км расположено село Халтурина, ниже по течению на расстоянии в 6 км расположено село Дубовые Гряды, на противоположном берегу — село Терны. Русло реки частично используется под Канал Днепр — Донбасс.

## История
- 1860 — дата основания.